# Даргомская плотина
Даргомская плотина, Раватходжинская плотина, Верхнезарафшанский гидроузел (узб. Darg'om to'g'oni / Ravotxo'ja to'g'oni / Yuqori Zarafshon gidrouzeli) — древняя и главная плотина на Зеравшане, голова древнего канала Даргом, по своей важности всегда составлявшая предмет забот правителей Средней Азии.

## История
Территория Самаркандской области почти полностью расположена в бассейне реки Зеравшан, которая служит здесь основным водным источником. Один из главных водных узлов Самаркандского оазиса — Верхнезеравшанский расположен в местности Рават-Ходжа в 30 километров ниже Пенджикента. В исторических источниках X века эта местность называется «Варагсар», то есть «Головная плотина».
По сведениям анонимного автора географического сочинения «Худуд аль-алам», «под Варагсаром находился вододелитель» Самарканда. Местность эта неслучайно была выбрана древними ирригаторами Согда для устройства головы канала Даргом. Во-первых, здесь Зарафшан имеет не более 200 метров в ширину, а выше и ниже пойма его резко расширяется, местами до 2 километров. Во-вторых, река в этом месте имеет очень устойчивые берега, причём левый берег представляет собой конгломератный массив высотой более 15 метров.
О значении Даргомской плотины свидетельствует уже тот факт, что, как видно из исторических источников, правители Мавераннахра неоднократно лично возглавляли работы по ремонту этой плотины. Так, по словам Хафиза Таныша Бухари, автора исторического сочинения «Абдулла-наме», в 1556 году для исправления плотины в Рават-Ходжу прибыл Науруз Ахмед-хан. В 1753 году, а по другим данным в 1743—1749 годы, эту плотину восстанавливал бухарский властитель Мухаммад Рахим.
Ещё в X веке надзор за плотиной был вверен, в качестве натуральной повинности, жителям Варагсара, освобождённым за это от хараджа. По описанию автора сочинения XII века «Кандийа», население Варагсара насчитывало тогда 40 тыс. человек. Правители древнего Согда придавали важное значение обеспечению обороны Варагсара. Они всячески старались удержать эту местность в своих руках в периоды феодальных смут и нашествий иноземных захватчиков, ибо здесь был расположен главный водный узел левобережной части Самаркандского оазиса и это был основной подступ к Самарканду. Овладев данной местностью, можно было лишить Самарканд воды и тем самым заставить самаркандцев покорится.
Местность Варагсар ещё в раннем средневековье была превращена в мощную крепость, остатки которой частично сохранились до наших дней. Древние правители Согда всегда держали здесь крупные военные силы. По данным Насафи, в Варагсаре находилось до 4000 конных и 12000 пеших воинов. В XV веке в крепости Рават-Ходжа жил даруга — военачальник туменя.
Иноземные захватчики, а также местные правители, посягавшие на Самарканд, не раз пытались разрушить плотину Варагсар. Например, по данным историка X века Табари, в 721 году, когда поднялось антиарабское восстание согдийцев, наместник Хорасана Саид Хусейн (720—721) пытался закрыть голову Даргома, чтобы лишить воды Самарканд и его окрестности. Однако согдийцы стойко защищали Варагсар. Другой наместник Хорасана Асад ибн Абдуллах (735—739) в 736 году, выступив на подавление антиарабского движения в Мавераннахре, предпринял поход в Самарканд, но не сумел овладеть им силой. Тогда он решил лишить населения города воды и перекрыл плотину Варагсар. По словам Табари, Асад принял личное участие в этих работах. Но и этому наместнику Хорасана не удалось лишить согдийцев воды и овладеть Самаркандом. В 1220 году плотина была разрушена Чингизханом.
После восстановления Даргомской плотины, начиная с середины XVI века и особенно в XVII и XIX века, в центральных районах Самаркандского района стали оседать отдельные группы кочевых племён. Помимо пригородных селений, вокруг Самарканда располагались загородные квартиры, а также возникали небольшие торгово-ремесленные города.